# Marcus Hester
Marcus Hester (* 19. Juni 1974 in Phoenix, Maricopa County, Arizona) ist ein US-amerikanischer Schauspieler.

## Leben
Hester wurde am 19. Juni 1974 in Phoenix geboren. Er debütierte 2002 in der Fernsehserie Dawson’s Creek als Fernsehdarsteller. Im Folgejahr hatte er die Nebenrolle des Kyle Murphy in Das Urteil – Jeder ist käuflich inne. In den nächsten Jahren folgten weitere Filmrollen beispielsweise in Mission: Possible – Diese Kids sind nicht zu fassen!, Stateside, Zum Glück geküsst, Das Spiel der Macht oder auch Mr. Brooks – Der Mörder in Dir. Er wirkte außerdem als Episodendarsteller in den Fernsehserien Prison Break, One Tree Hill und Vampire Diaries mit. Nach Filmbesetzungen in Die Lincoln Verschwörung, Lawless – Die Gesetzlosen und Looper hatte er 2013 in der Fernsehserie Banshee – Small Town. Big Secrets. die Rolle des Marcus Moody inne. Im selben Jahr war er im Film Homefront in der Rolle des Jimmy Klum zu sehen. 2014 verkörperte er in der Fernsehserie The Walking Dead die Rolle des Len. 2015 war er in vier Episoden als einer der Antagonisten in der Rolle des Evan Lee Hartley in der Fernsehserie Zoo zu sehen. 2019 mimte er in der Fernsehserie Reprisal die Rolle des Konstantinov.

## Filmografie (Auswahl)
- 2002: Dawson’s Creek (Fernsehserie, 2 Episoden, verschiedene Rollen)
- 2003: Das Urteil – Jeder ist käuflich (Runaway Jury)
- 2003: Rose’s
- 2004: Mission: Possible – Diese Kids sind nicht zu fassen! (Catch That Kid)
- 2004: Stateside
- 2004: The Work and the Glory
- 2005: Teenage Champion – Go for Gold! (The Derby Stallion)
- 2006: Zum Glück geküsst (Just My Luck)
- 2006: The Last Adam
- 2006: Das Spiel der Macht (All the King’s Men)
- 2006: Prison Break (Fernsehserie, Episode 2x08)
- 2007: Mr. Brooks – Der Mörder in Dir (Mr. Brooks)
- 2008: One Tree Hill (Fernsehserie, Episode 5x10)
- 2009: Acceptance (Fernsehfilm)
- 2010: Die Lincoln Verschwörung (The Conspirator)
- 2012: Vampire Diaries (The Vampire Diaries, Fernsehserie, Episode 3x16)
- 2012: Lawless – Die Gesetzlosen (Lawless)
- 2012: Looper
- 2013: Banshee – Small Town. Big Secrets. (Banshee, Fernsehserie, 4 Episoden)
- 2013: Homefront
- 2014: The Walking Dead (Fernsehserie, 3 Episoden)
- 2014: Star-Crossed (Fernsehserie, 3 Episoden, verschiedene Rollen)
- 2014: Constantine (Fernsehserie, Episode 1x03)
- 2015: Zorniges Land (The World Made Straight)
- 2015: Zoo (Fernsehserie, 4 Episoden)
- 2015: The Blacklist (Fernsehserie, Episode 3x08)
- 2016: Rectify (Fernsehserie, Episode 4x01)
- 2017: Underground (Fernsehserie, 4 Episoden)
- 2017: Barry Seal: Only in America (American Made)
- 2019: Reprisal (Fernsehserie, 3 Episoden)